# 蒂莫菲伊夫卡 (尼古拉耶夫州)
48°6′42″N 31°27′21″E / 48.11167°N 31.45583°E
蒂莫菲伊夫卡（羅馬化：Tymofiivka）是烏克蘭南部尼古拉耶夫州沃茲涅先斯克區新馬爾伊夫卡市鎮的村莊。該村面積0.91平方公里，海拔高度204米，2001年人口148，人口密度每平方公里163.36人。